# Digue à résidus
Une digue à résidus est un barrage en remblais destiné à recueillir des résidus miniers.
De telles digues sont parfois sujettes à ruptures entrainant alors une catastrophe écologique.
Il existe trois types de digues : orientées amont, orientées aval ou centrales. Les digues orientées amont sont jugées les plus dangereuses et ont causé les accidents de Mariana et  Brumadinho, quoi que des accidents surviennent également sur les autres types de digues. Le Brésil et le Chili ont interdit la construction de digues orientées amont et la cinquantaine que compte l'Etat brésilien de Minas Gerais devra être mise hors service d'ici à 2035.